# Dioklova kisoida

Dioklova kisoida s naznačením konstrukčního postupu

Dioklova kisoida (zastarale cissoida, cisoida) je druh rovinné kubické křivky s jedním hrotem. Někdy se jí říká krátce kisoida, jindy se kisoidou myslí obecnější druh křivek, jejichž je Dioklova kisoida speciálním případem.

## Konstrukce

### Kružnicí a přímkou

Animace konstrukčního postupu

Na dané kružnici {\displaystyle K} se vyznačí dva protilehlé body, {\displaystyle O} a {\displaystyle A}, a bodem {\displaystyle A} se vede tečna {\displaystyle t} ke kružnici {\displaystyle K}. Pro každou z přímek ze svazku přímek se středem {\displaystyle O} (tedy pro všechny sečny procházející {\displaystyle O}) se určí vždy jejich druhý průsečík {\displaystyle M_{1}} s kružnicí a průsečík {\displaystyle M_{2}} s tečnou {\displaystyle t}. Kisoidě pak přísluší ten bod {\displaystyle M} na úsečce {\displaystyle OM_{2}}, pro který je {\displaystyle |OM|=|M_{1}M_{2}|}.
Tato konstrukce odpovídá konstrukci obecné kisoidy, kde je jako jedna z vytvořujících křivek použita kružnice {\displaystyle K} a jako druhá přímka {\displaystyle t}.
V bodě {\displaystyle O} se pak nachází hrot a přímka {\displaystyle t} je asymptotou zkonstruované Dioklovy kisoidy.

### Newtonova pravým úhlem

Newtonova konstrukce pravým úhlem

Na začátku je dána pevná přímka {\displaystyle J} a bod {\displaystyle B}. Dioklově kisoidě pak náleží takové body {\displaystyle P}, které leží ve středu úseček {\displaystyle ST} takových, že úhel {\displaystyle BST} je pravý a {\displaystyle T} náleží {\displaystyle J}.

### Parabolami

Vznik Dioklovy kisoidy kotálením paraboly po parabole

Jsou-li dvě paraboly o společném vrcholu a protisměrných osách, pak při kotálení jedné paraboly po druhé opisuje její vrchol Dioklovu kisoidu.

## Dějiny
Dioklovu kisoidu poprvé zkoumal starořecký matematik Dioklés v 2. století před naším letopočtem (patřičnou část jeho nedochované práce O zápalných zrcadlech cituje Eutokios ve svém komentáři Archimédova pojednání O kouli a válci), proto se nazývá Dioklova. Slovo kisoida je rovněž starořeckého původu a vychází ze slova κισσός znamenajícího břečťan. Dříve používaná varianta cisoida vychází z latinské varianty zápisu.
V 17. století byla jednou z křivek, na kterých zkoušeli průkopníci infinitesimálního počtu své postupy na výpočet obsahu a konstrukci tečny.
Významně se Dioklově kisoidě a i kisoidám obecným (které nazýval cissoidály) věnoval ve své kariéře český matematik Karel Zahradník.

## Vyjádření Dioklovy kisoidy
- implicitně v kartézské soustavě souřadnic: {\displaystyle y^{2}(2a-x)-x^{3}=0}[5]
- parametrické vyjádření: {\displaystyle x={\frac {at^{2}}{1+t^{2}}},y={\frac {at^{3}}{1+t^{2}}}}[2]